# Dick Schulz
Richard A. "Dick" Schulz (nacido el 3 de enero de 1917 en Wisconsin y fallecido el 26 de enero de 1998 en Tucson, Arizona) fue un jugador de baloncesto estadounidense que disputó cuatro temporadas entre la BAA y la NBA. Con 1,88 metros de estatura, jugaba en la posición de escolta.

## Trayectoria deportiva

### Universidad
Jugó en su etapa universitaria con los Badgers de la Universidad de Wisconsin-Madison.

### Profesional
Comenzó su andadura profesional con los Sheboygan Redskins en 1942, que jugaban entonces en la NBL, con los que se proclamó campeón. Tras el parón por la Segunda Guerra Mundial, en 1946 ficha por los Cleveland Rebels de la recién creada BAA, quienes semanas más tarde lo traspasan a los Toronto Huskies junto con Leo Mogus a cambio de Ed Sadowski y Ray Wertis.
En el equipo canadiense promediaría 6,0 puntos y 1,0 asistencias por partido. Al año siguiente la franquicia quebró, produciéndose un draft de dispersión, siendo elegido por los Baltimore Bullets, con los que lograría el anillo de campeón de la BAA esa temporada, derrotando a Philadelphia Warriors en las Finales, promediando 8 puntos por partido.
Al año siguiente fue traspasado a Washington Capitols junto con Kleggie Hermsen a cambio de Irv Torgoff, quienes a su vez lo enviaron en 1949 a Tri-Cities Blackhawks, y acabó la temporada en los Sheboygan Redskins.

#### Estadísticas en la BAA y la NBA

##### Temporada regular
| Temporada | Edad | Equipo                | Liga  | P   | TC  | TCA  | %TC  | TL  | TLA | %TL  | ASIS | FP  | PTS |
| 1946-47   | 30   | TOTAL                 | BAA   | 57  | 2.3 | 9.6  | .237 | 1.6 | 2.4 | .681 | 1.0  | 2.2 | 6.2 |
| 1946-47   | 30   | Cleveland Rebels      | BAA   | 16  | 2.7 | 11.0 | .244 | 1.3 | 1.9 | .645 | 1.1  | 1.8 | 6.6 |
| 1946-47   | 30   | Toronto Huskies       | BAA   | 41  | 2.1 | 9.1  | .234 | 1.8 | 2.6 | .692 | 1.0  | 2.3 | 6.0 |
| 1947-48   | 31   | Baltimore Bullets     | BAA   | 48  | 2.8 | 9.8  | .284 | 2.4 | 3.3 | .731 | 0.6  | 2.4 | 8.0 |
| 1948-49   | 32   | Washington Capitols   | BAA   | 50  | 1.3 | 5.6  | .234 | 1.3 | 1.8 | .714 | 1.1  | 2.1 | 3.9 |
| 1949-50   | 33   | TOTAL                 | NBA   | 50  | 1.3 | 4.2  | .297 | 1.7 | 2.2 | .755 | 1.3  | 2.1 | 4.2 |
| 1949-50   | 33   | Washington Capitols   | NBA   | 13  | 0.9 | 3.5  | .267 | 1.5 | 2.2 | .679 | 0.8  | 2.1 | 3.3 |
| 1949-50   | 33   | Tri-Cities Blackhawks | NBA   | 8   | 1.6 | 5.6  | .289 | 1.9 | 2.6 | .714 | 1.0  | 1.5 | 5.1 |
| 1949-50   | 33   | Sheboygan Redskins    | NBA   | 29  | 1.3 | 4.2  | .311 | 1.7 | 2.1 | .803 | 1.7  | 2.3 | 4.3 |
| Total     |      |                       | TOTAL | 205 | 1.9 | 7.4  | .259 | 1.8 | 2.4 | .719 | 1.0  | 2.2 | 5.6 |
|           |      |                       | BAA   | 155 | 2.1 | 8.4  | .253 | 1.8 | 2.5 | .710 | 0.9  | 2.2 | 6.0 |
|           |      |                       | NBA   | 50  | 1.3 | 4.2  | .297 | 1.7 | 2.2 | .755 | 1.3  | 2.1 | 4.2 |

##### Playoffs
| Temporada | Edad | Equipo              | Liga  | P  | MIN | TCA | TC  | TLA | TL | ASIS | FP | PTS | %TC  | %FT   | PTS | AST |
| 1947-48   | 31   | Baltimore Bullets   | BAA   | 11 |     | 22  | 114 | 38  | 51 | 7    | 30 | 82  | .193 | .745  | 7.5 | 0.6 |
| 1948-49   | 32   | Washington Capitols | BAA   | 11 |     | 17  | 74  | 20  | 35 | 27   | 36 | 54  | .230 | .571  | 4.9 | 2.5 |
| 1949-50   | 33   | Sheboygan Redskins  | NBA   | 3  |     | 1   | 9   | 10  | 10 | 2    | 12 | 12  | .111 | 1.000 | 4.0 | 0.7 |
| Total     |      |                     | TOTAL | 25 |     | 40  | 197 | 68  | 96 | 36   | 78 | 148 | .203 | .708  | 5.9 | 1.4 |
|           |      |                     | BAA   | 22 |     | 39  | 188 | 58  | 86 | 34   | 66 | 136 | .207 | .674  | 6.2 | 1.5 |
|           |      |                     | NBA   | 3  |     | 1   | 9   | 10  | 10 | 2    | 12 | 12  | .111 | 1.000 | 4.0 | 0.7 |